# Montoro (Córdoba)
Montoro ist eine Stadt mit 9.049 Einwohnern (Stand: 2024) in der Provinz Córdoba in Andalusien.

## Lage
Die Gemeinde Montoro liegt in der Region Alto Guadalquivir und bildet deren Hauptort. Montoro liegt 45 km von Córdoba entfernt.

## Geschichte
Montoro war in römischer Zeit als Epora bekannt und war eine bedeutende Siedlung. Im Mittelalter wurde es zu einer wichtigen maurischen Festung. Im Jahr 1240 nahm der König von Kastilien Ferdinand III. es den Mauren weg und 1245 wurde Montoro Teil des Königreichs Kastilien unter der Gerichtsbarkeit von Córdoba.
Das Museo Arqueológico Municipal de Montoro besteht seit 1992.
Am 13. Juli 2017 registrierte die Wettermessstation von Montoro-Vega Armijo eine Lufttemperatur von 47,3 Grad Celsius, was einen neuen Temperaturrekord in Spanien bedeutete.
Die Mäander von Montoro (spanisch Meandro de Montoro) sind seit 2011 ein Naturdenkmal.

## Bevölkerungsentwicklung
| Bevölkerung | Bevölkerung | Bevölkerung | Bevölkerung | Bevölkerung | Bevölkerung | Bevölkerung | Bevölkerung | Bevölkerung | Bevölkerung |
| 1842        | 1900        | 1950        | 1960        | 1970        | 1980        | 1990        | 2000        | 2010        | 2020        |
| ----------- | ----------- | ----------- | ----------- | ----------- | ----------- | ----------- | ----------- | ----------- | ----------- |
| 10.732      | 11.376      | 14.278      | 15.232      | 12.086      | 10.115      | 9.681       | 9.407       | 9.818       | 9.258       |